# Lahnaslampibanan
| Non-passenger head station |

| Unknown BSicon "ABZg+r" |

| Non-passenger station/depot on track |

| Straight track |

| Non-passenger head station |

| Unknown BSicon "ABZg+r" |

| Non-passenger station/depot on track |

| Straight track |

Lahnaslampibanan är en del av det finländska järnvägsnätet och färdigställdes 1974. Banan är en sidobana som sträcker sig från Vuokatti järnvägsstation till Lahnaslampi gruvas bangård som ligger i Sotkamo kommun. Banans längd är ca 12 km och det bedrivs enbart godstrafik från gruvan i Lahnaslampi. Styrningen sker från järnvägsstationen i Kontiomäki.
Banan förgrenas från Joensuu-Kontiomäki-banan söder om Vuokatti station. Banan går sedan längs den södra stranden av sjön Jäätiölahti och följer stamväg 76. Stamvägen och järnvägen åtskiljs vid Hyvölänkylä.